# Verbascum chlorostegium
Verbascum chlorostegium är en flenörtsväxtart som beskrevs av Joseph Friedrich Nicolaus Bornmüller och Murb.. Verbascum chlorostegium ingår i släktet kungsljus, och familjen flenörtsväxter. Inga underarter finns listade i Catalogue of Life.